# Фонов, Николай Яковлевич
Николай Яковлевич Фонов (1911—1950) — командир орудия 59-го артиллерийского полка 30-й стрелковой дивизии 47-й армии Воронежского фронта, сержант. Герой Советского Союза.

## Биография
Родился 11 октября 1911 года в деревне Караш Самарского района Восточно-Казахстанской области Казахстана в семье служащего. Русский. Член ВКП(б) с 1943 года. Образование 10 классов. Работал старшим инспектором в финансовых органах городов Семипалатинск и Усть-Каменогорск.
В Красной Армии с июня 1941 года. Участник Великой Отечественной войны с июня 1942 года. Сражался на Брянском, Северо-Кавказском. Воронежском, 1-м Украинском фронтах.
Большой боевой путь прошел сержант Николай Фонов в рядах 59-го артиллерийского полка 30-й стрелковой дивизии. Сражаясь на территории Сумской области, Николай Фонов совершил подвиг в районе села Карпиловка Ахтырского района. Дивизия, в которой он служил, наступая в направлении населенных пунктов Олешня — Чупаховка — Зеньков, 27 августа 1943 года вышла в тыл Ахтырской группировке противника в районе села Карпиловка. Сюда же подошли из Ахтырки и немецкие войска. Враг неоднократно контратаковал подразделения дивизии, которые преградили ему путь отхода на запад. В ожесточённых боях отличились артиллеристы 59-го артполка и среди них — сержант Фонов. Когда танки противника прорвали оборону стрелковых подразделений и двинулись на огневые позиции 4-й батареи, командир орудия Николай Фонов проявил исключительную выдержку и силу воли. Он подпустил вражеские танки на близкое расстояние и только тогда открыл огонь. Орудийный расчёт сумел четырьмя снарядами подбить два фашистских танка. Оставшаяся без прикрытия пехота противника была остановлена отважными артиллеристами. Но и в расчёте сержанта Фонова несколько человек выбыли из строя. Вторую контратаку коммунист Николай Фонов отбивал только с наводчиком орудия. Всего за день боёв орудийный расчёт отважного сержанта отразил восемь контратак противника, уничтожив пять танков, два шестиствольных миномёта и до роты гитлеровцев.
Указом Президиума Верховного Совета СССР от 24 декабря 1943 года за образцовое выполнение боевых заданий командования на фронте борьбы с немецко-фашистскими захватчиками и проявленные при этом мужество и героизм сержанту Фонову Николаю Яковлевичу присвоено звание Героя Советского Союза с вручением ордена Ленина и медали «Золотая Звезда».
После войны демобилизован. Жил и работал в городе Семипалатинск. Скончался 27 ноября 1950 года после тяжёлой болезни.
Награждён орденами Ленина, Красной Звезды, медалями. Именем Героя названа улица в селе Самарское Восточно-Казахстанской области Казахстана.